# Grógaldr
Grógaldr (Los hechizos de Gróa) es el primero de los dos poemas contenidos en Svipdagsmál. La obra es un ejemplo de las prácticas de nigromancia en la mitología nórdica. Detalla como Svipdag levantó de entre los muertos a su madre Groa, una völva. Esto era algo que le había dicho que hiciera cuando aún estaba viva; ilustrando esto el conocimiento de las cosas futuras que tenía la völva. El propósito de la necromancia en este caso es para asistir a su hijo en una tarea impuesta por su astuta madrastra, quien se puede pensar tenía sus planes para que fracasara.

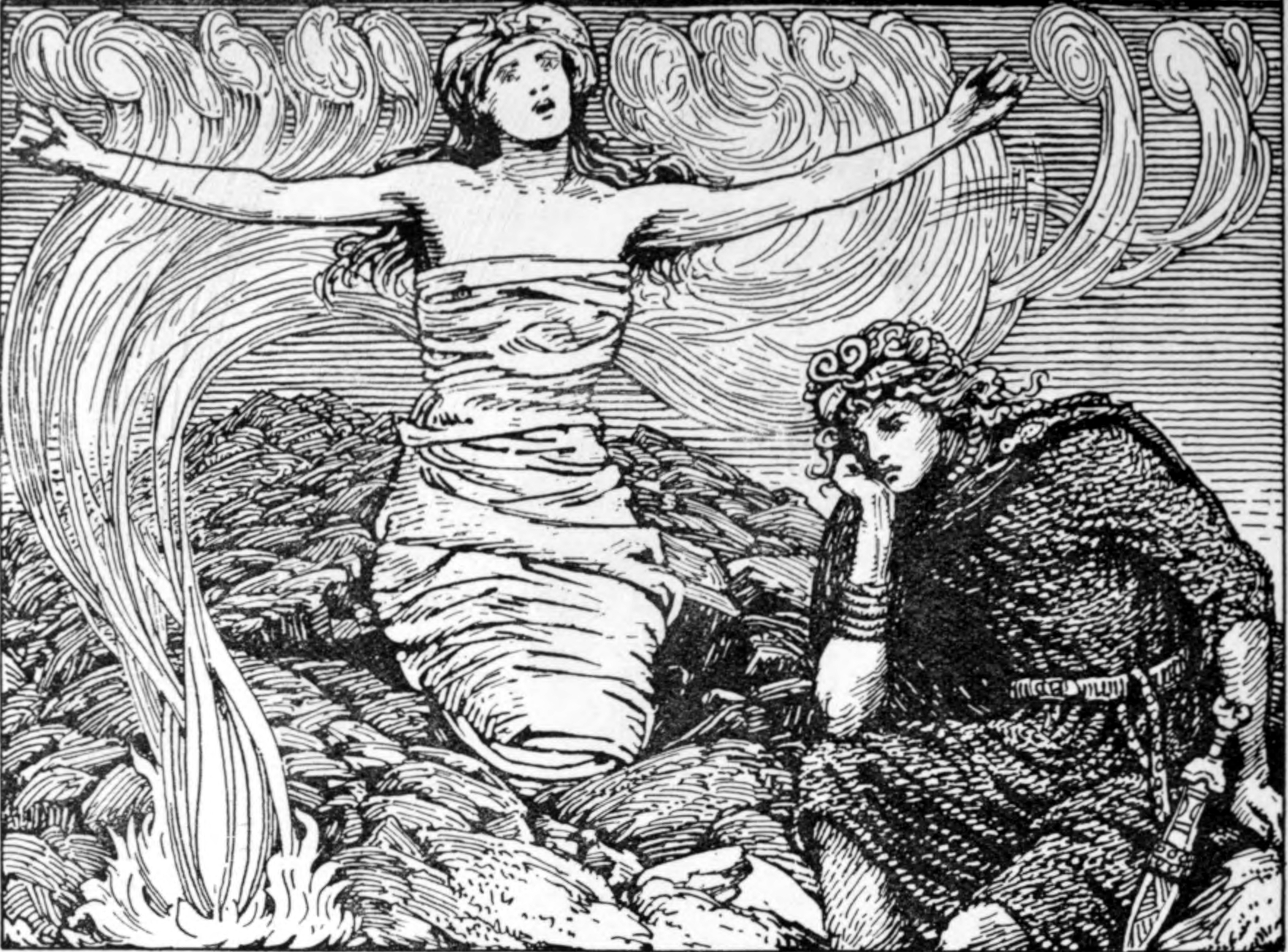
Los hechizos de Gróa, ilustración
de W. G. Collingwood

En la primera estrofa Svipdag habla e intenta que su madre se levante de su tumba, en su montículo funerario de la forma que ella le enseñó cuando estaba viva.
La segunda estrofa contiene su respuesta, en donde pregunta a Svipdag el motivo por el cual fue despertada de la muerte.

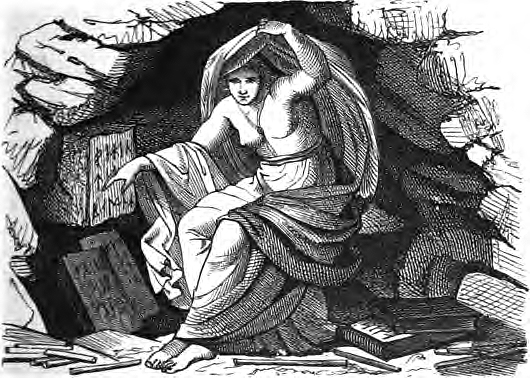
Groa es resucitada por su hijo con un hechizo. Obra de Carl Ehrenberg.

Este le responde contándole la tarea impuesta por su madrastra, ganar la mano de Menglod (Menglöð). Él presagia todas las dificutades que supondrá el viaje y lo declara:
ella me insiste en ir a un lugar
donde viajar uno no puede
para conocer a la bella Menglod
Su madre muerta está de acuerdo con que el viaje será largo y lleno de obstáculos pero no lo disuade de que lo intente. 
Svipdag pide a su madre sus conocimientos de völva para su protección y Groa entonces canta nueve hechizos o conjuros.